# دانيال بيركنز
دانيال بيركنز (بالإنجليزية: Danielle Perkins)‏ هي مغنية وممثلة أمريكية، ولدت في 30 أغسطس 1982 في بروكلين في الولايات المتحدة.